# Tarsy
Die Tarsy (auch Tarsies geschrieben) ist ein Bach im Nordosten von Frankreich, der im Département Nord der Region Hauts-de-France südlich der Stadt Maubeuge verläuft.

## Geographie

### Verlauf
Die Tarsy entspringt im nordöstlichen Gemeindegebiet von Beugnies, knapp an der Grenze zu Floursies, verläuft generell in westlicher Richtung durch den Regionalen Naturpark Avesnois und mündet nach rund 15 Kilometern im Gemeindegebiet von Leval als rechter Nebenfluss in die Sambre.

### Zuflüsse
(Reihenfolge in Fließrichtung)
- Ruisseau de la Braquenière (rechts), 3,6 km
- Cense du Temple (rechts), 1,6 km
- Ruisseau des Marquettes (Ruisseau de St-Aubin) (links), 4,4 km
- Ruisseau de Père Queue (links), 2,3 km
- Ruisseau des Owies (rechts), 1,6 km
- Ruisseau de la Bonne Fontaine  (rechts), 2,2 km
- Riez Wiart (links), 2,4 km

### Orte am Fluss
(Reihenfolge in Fließrichtung)
- Floursies
- Dourlers
- Saint-Aubin
- Saint-Remy-Chaussée
- Monceau-Saint-Waast
- Leval